# Włodki (województwo mazowieckie)
Włodki – wieś w Polsce położona w województwie mazowieckim, w powiecie sokołowskim, w gminie Repki. Ma status sołectwa.
W latach 1975–1998 miejscowość należała administracyjnie do województwa siedleckiego.
W miejscowości znajduje się ruskie grodzisko datowane na XI - XII wiek. Jest to grodzisko pierścieniowate, o wymiarach 190 x 120 m, otoczone fosą szerokości 12 m. Wysokość wału wynosi od 2,5 do 4 m.
Wierni kościoła rzymskokatolickiego należą do parafii św. Wawrzyńca w Kożuchówku